# Żarłoczny przypływ
Żarłoczny przypływ – powieść znanego współczesnego pisarza indyjskiego Amitava Ghosha. Książkę w oryginale wydano w 2004 roku. Po polsku w 2008 roku (z angielskiego tłumaczył ją Krzysztof Obłucki). Stron 412. Format: 145 × 235 mm.
W powieści tej w reminiscencjach bohaterów przedstawiono prawdziwą historię osadników, którzy uciekając od śmierci w czas wojny 1971 roku przekroczyli granice Wschodniego Pakistanu przemieniającego się właśnie w krwi w Bangladesz, aby po kilku latach, uciekłszy z indyjskiego obozu dla uchodźców, dotrzeć do znanych im od dziecka zalewanych przypływem wysepek delty Gangesu. Tu zaczyna się ich walka o życie w niebezpiecznym, ale bliskim ich sercu miejscu. Kto ma większe prawo do wyspy - chcący na niej przeżyć ludzie czy chronione przez międzynarodowy program tygrysy? 
Na tym tle dramat relacji bohaterów biznesmena z Delhi, rybaka z archipelagu Sundarbany i odciętej od indyjskich korzeni Bengalki z USA.

## Fabuła
W pociągu z Kalkuty do Canning na archipelagu Sundarbany w delcie Gangesu i Brahmaputry spotyka się dwoje ludzi. Kanaja (40-letni szef firmy translatorskiej z Delhi) zaciekawia krótko obcięta, ubrana na chłopca Pia, Induska z Ameryki, która w języku swoich rodziców potrafi powiedzieć tylko, że nie mówi po bengalsku. Ich przyjazd do krainy, gdzie codziennie przypływ pożera całe połacie wysp to krótka przerwa od życia w cywilizacji. Pia ma tu przeprowadzić badania nad delfinami gangesowymi, a Kanaj zapoznać się z papierami, które pozostawił mu po śmierci jego wuj Nirmal. Wkrótce ich losy skrzyżują się z losami Kusum, walczącej tu z rządem Bengalu o prawo do osadnictwa na wyspie i jej syna Fokira, rybaka pływającego własnymi ścieżkami. Zostaniemy tu razem z obcymi tej ziemi Kanajem i Pia wtajemniczeni w jej wierzenia, bolesną przeszłość, doświadczenie strachu przed tygrysem cyklonem, rozterką ich serc.